# آنتونی چان
آنتونی چان (انگلیسی: Anthony Chan؛ زادهٔ ۱ اکتبر ۱۹۵۲) بازیگر، خواننده، موسیقی‌دان و کارگردان فیلم اهل هنگ کنگ است.
از فیلم‌ها یا مجموعه‌های تلویزیونی که وی در آن‌ها نقش داشته است، می‌توان به «مستر وَمپایر» اشاره نمود.